# Motín de Acarigua
Un motín en Acarigua fue iniciado por un grupo de prisioneros, estado Portuguesa, Venezuela el 24 de mayo de 2019. La revuelta empezó después de que Wilfredo Ramos fuera asesinado luego de diez días de protestas para pedir visitas familiares. Al menos 29 prisioneros murieron durante el motín.

## Eventos
Las cárceles en Venezuela están en gran parte superpobladas; muchas cárceles están supuestamente bajo control de pandillas y sujetas a violencia. Sin embargo, la prisión de este levantamiento fueron en realidad las celdas de detención de la jefatura de policía del Centro de Coordinación Policial José Antonio Páez (PoliPáez).
Un documento policial al que tuvo acceso la Agence France-Presse (AFP) informó que las celdas de la prisión estaban diseñadas para albergar a 60 presos, pero en realidad tenían a unos 500. No se supone que nadie permanezca en las celdas durante más de 48 horas, pero muchos han estado allí. mucho más largo. Humberto Prado, de la ONG Observatorio Venezolano de Prisiones (en inglés: Observatorio Venezolano de Prisiones; OVP) dijo a Reuters que durante "varios días" antes del levantamiento, los reclusos de PoliPáez habían estado pidiendo al defensor del pueblo que les asegurara que no serían trasladados a cárceles estatales donde los familiares no podían visitarlos; el levantamiento tuvo lugar durante una visita de un familiar. Al parecer, la prisión había planeado esta medida para evitar guerras de pandillas entre reclusos.
Mariángel Moro, periodista de Portuguesa, informó que las tensiones comenzaron el Día de la Madre, cuando no se permitió la visita de familiares. Antes del levantamiento, un preso enmascarado grabó videos. En ellos, pide el cese de la violencia y que los guardias "dejen de disparar" antes de agitar las armas y decir que está "dispuesto a morir" luchando contra los guardias. 
Los videos fueron compartidos en las redes sociales luego del evento por un fiscal venezolano exiliado, Zair Mundaray. Panorama informó que Caraota Digital nombró al hombre del video como Wilfredo Ramos. Antes del levantamiento, Ramos había intentado negociar con los servicios penitenciarios para obtener mejores condiciones en PoliPáez. Se cree que Ramos murió en la pelea que siguió. Un informe policial del 16 de mayo reveló que los servicios penitenciarios y el gobierno local estaban al tanto de las protestas y la tensión en PoliPáez.

## Disturbios
Según la BBC, el noticiero venezolano El Pitazo informó que el incidente comenzó el 14 de mayo. La violencia se intensificó el 23 de mayo, con presos que tomaron rehenes de los visitantes al centro y varias tropas ingresaron a la prisión. Un funcionario del estado de Portuguesa lo calificó como un intento de fuga y dijo que los reclusos intentaron escapar por un agujero en la pared pero comenzaron a pelear.
Efecto Cocuyo informa que Wilfredo Ramos Ferrer era conocido como el líder de los reclusos ("pran") y que la violencia comenzó cuando los funcionarios de la prisión le dispararon durante las protestas en la prisión de PoliPáez. Panorama informó que los prisioneros comenzaron a rebelarse a las 5:50 a. m.. Efecto Cocuyo dice que la violencia comenzó el 23 de mayo y terminó a las 10:00 a. m. del 24 de mayo, con la rendición de los presos. 
El estallido de violencia supuestamente fue en respuesta a los guardias que intentaron sacar a los visitantes y realizar registros. Se cree que el grupo de presos estaba armado. Según Panorama, la primera noticia local fue en las primeras horas de la mañana cuando vecinos de Acarigua y Araure se enteraron de la muerte de un preso, seguido de "seis horas continuas de explosiones" a lo largo de la mañana; La periodista venezolana Mariángel Moro, radicada en la zona, la calificó como una "mañana de terror". Moro confirmó que había habido disturbios en PoliPáez durante más de una semana, y agregó que pueden deberse a que los guardias a menudo rechazan a familiares que intentan visitarlos, un derecho legal, además de negar a los presos otras solicitudes, como materiales de construcción para construir una piscina. piscina. La policía local, así como los soldados de la Guardia Nacional y una unidad penitenciaria especializada, acudieron rápidamente al lugar, ayudando a los guardias de la prisión a sofocar el levantamiento. Además de disparos, se informó que se escuchó una explosión; Posteriormente, las autoridades anunciaron que se utilizaron tres artefactos explosivos, reportados como dos por la ONG Una Ventana a la Libertad, con varios guardias de la prisión heridos por ellos.